# Hooksieler Binnentief

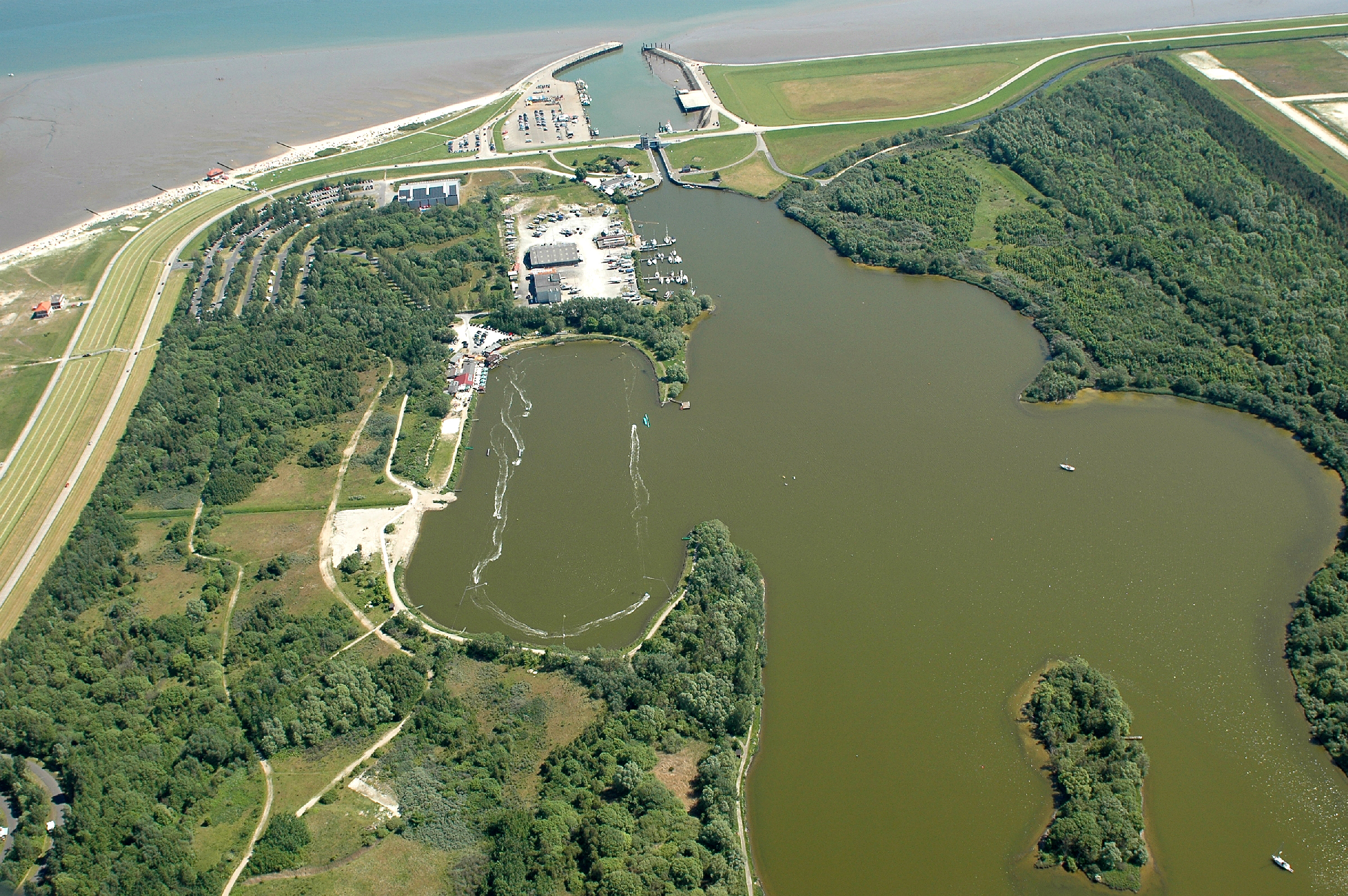
Luftbild der östlichen Hälfte; in der Bucht links befindet sich der Wasserskilift.

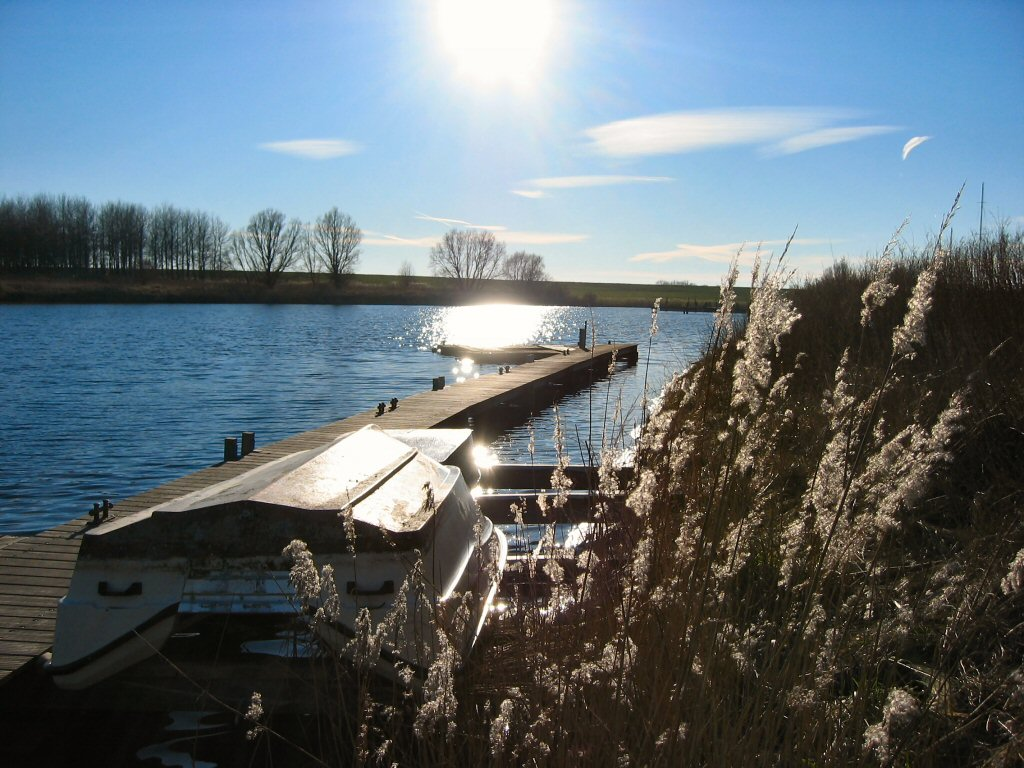
Hooksiel: Winterruhe am Hooksmeer

Das Hooksieler Binnentief, auch Hooksmeer genannt, ist ein 60 Hektar großes Binnengewässer in Hooksiel, einem Ortsteil der Gemeinde Wangerland im Landkreis Friesland im Norden von Niedersachsen.
Das in West-Ost-Richtung 2,7 Kilometer lange und maximal 630 Meter breite, stark gebuchtete Gewässer im Jeverland, durch das Binnenwasser letztlich in die Nordsee abfließt, liegt hauptsächlich östlich vom Kernbereich von Hooksiel. Im südlichen Bereich von Hooksiel mündet das Hooksieler Tief in das Hooksieler Binnentief. Dessen Wasser fließt über den am östlichen Ende gelegenen Vorhafen in die Nordsee ab.
In den Jahren 1979/1980 wurde am Hooksieler Binnentief in der Nähe des Außenhafens eine Wasserskilift-Anlage geschaffen. Außer Wasserski können auch die Wassersportarten Segeln, Surfen, Kiteboarding und Tretbootfahren betrieben werden.
Parallel zum Binnentief, nördlich, jenseits des Deiches, verläuft der Strand Hooksiel.